# Technisches Sortierverfahren
Ein technisches Sortierverfahren ist ein physikalischer Unterscheidungs- und Ordnungsprozess (im Gegensatz zu theoretischen Sortierverfahren in der Informatik). Beispiele für technische Sortierverfahren sind das Sieben, das Aussondern magnetischer Bestandteile bei der maschinellen Mülltrennung mittels Magnetscheider oder die Farbtrennung beim Glasrecycling.
Sortier-Kriterium kann jede messbare physikalische Eigenschaft einer Objektmenge sein, wie beispielsweise Größe, Magnetismus, Leitfähigkeit, Farbe.

## Mechanisches Trennverfahren
Unter mechanischen Trennverfahren versteht man das Trennen von Mischungen unterschiedlicher Eigenschaften voneinander oder aus einem Trägermedium heraus, und zwar mit mechanischen Methoden.
Mögliche Verfahren zur Trennung von Stoffen/ Objekten mit unterschiedlicher Größe oder Dichte sind:
- das Sieben

Trennverfahren für Stoffe aus einem Trägermedium:
- Das Filtrieren nutzt ein Filtermittel zum Abscheiden von Stoffen aus einem Fluidstrom. Ein Beispiel hierfür ist der Luftfilter in Kraftfahrzeugen. Im großtechnischen Einsatz werden unter anderem Filterpressen eingesetzt.
- Das Sedimentieren nutzt die Wirkung der Schwerkraft, um Mischungen zu trennen. Teilchen mit höherer Dichte sinken zum Boden des Gefäßes, während Teilchen geringerer Dichte oben aufschwimmen (Flotation).
- Beim Flotieren treiben Stoffe geringerer Dichte in einem Fluid nach oben.
- Beim Zentrifugieren wird im Unterschied zum Sedimentieren nicht die Schwerkraft zum Trennen eingesetzt, sondern die Fliehkraft. Diese wird in einer sich drehenden Trommel, der Zentrifuge, erzeugt. Dieses Verfahren hat den Vorteil, dass durch schnellere Trennung als beim Sedimentieren ein höherer Durchsatz erreicht werden kann. Auch wirken beim Zentrifugieren höhere Beschleunigungskräfte.
- Der Fliehkraftabscheider lässt Teilchen mit größerer Dichte nach außen wandern. Fliehkraftabscheider werden im Apparatebau auch Zyklon genannt.
- Der Umlenkabscheider trennt Partikel aus einem Fluid durch die Trägheitskräfte an einer Umlenkung der Strömung. Das Medium folgt der Umlenkung, während schwerere Teilchen bestrebt sind, ihre geradlinige Bewegung beizubehalten.

### Klassieren
Beim Klassieren werden ansonsten gleichartige Teilchen aufgrund einer speziellen Eigenschaft abgesondert.  Die Begriffe Separieren, Absondern und Sortieren werden teilweise synonym verwendet.
Beim Sieben werden Teilchen nach ihrer Größe sortiert. Ebenso kann der Plansichter Teile verschiedener Größe voneinander separieren.
Andere Verfahren des Sichtens, wie im Windsichter, trennen leichtere Teilchen von schwereren ab.